# Harald Quandt
Harald Quandt, nemški industriálec in podjetnik, * 1. november 1921 Charlottenburg, Prusija, Bwin, Weimarska republika, Nemčija, † 22. september 1967, Cuneo, Italija.                        
Quandt se je rodil staršema Magdi Quandt in Güntherju Quandtu. Njegova starša sta se ločila leta 1929, dve leti pozneje pa se je Magda poročila z nemškim politikom Josephom Goebbelsom. Quandt je bil Goebbelsov pastorek, nanj se je pa hitro navezal. Z njegovo družino je živel od leta 1934.
Quandt je med drugo svetovno vojno služil kot poročnik in častnik v Luftwaffeju. Leta 1941 je sodeloval v bitki na Kreti, kasneje pa se je boril v Rusiji in Italiji, kjer je bil ranjen. Leta 1944 so ga v Italiji zajele zavezniške čete; izpuščen je bil leta 1947 in je bil edini sin Magde Goebbels, ki je preživel vojno.
Po vojni se je Quandt poročil z Inge Bandekow, s katero je imel pet hčera: Katarino Geller, Gabriele Quandt-Langenscheidt, Anette May-Thies, Colleen-Bettino Rosenblat-Mo in Patricio Halterman. Ko je njegov oče Günther umrl, je Quandt iz njegove zapuščine dobil številna podjetja, zaradi česar je postal eden najbogatejših ljudi v Zahodni Nemčiji.
Quandt je preživel letalsko nesrečo na mednarodnem letališču v Zürichu decembra 1965. Umrl je septembra 1967, ko je njegovo zasebno letalo strmoglavilo v Cuneu v Italiji.